# ریوهی اوکازاکی
ریوهی اوکازاکی (انگلیسی: Ryohei Okazaki؛ زادهٔ ۲۵ آوریل ۱۹۹۲) بازیکن فوتبال اهل ژاپن است.